# Пекло (фільм, 2007)
«Пекло» (англ. Sunshine, дослівно «Сонячне сяйво») — британський науково-фантастичний трилер режисера Денні Бойла за сценарієм Алекса Ґарланда.

## Сюжет
У 2057 році Земля поступово замерзає через згасання Сонця. Аби розпалити зорю, було відправлено космічний корабель «Ікар I» з колосальною бомбою, але він зник на підльоті до Меркурія. Посланий через сім років «Ікар II» наближається до того ж місця й екіпаж посилає на Землю, можливо, останні повідомлення. Корабель отримує сигнал лиха зі свого попередника. Порадившись, екіпаж на чолі з капітаном Кенейдою приймає рішення, що рятувальна операція тільки піде на користь, адже на «Ікарі I» є ще одна бомба. При прокладенні нового курсу навігатор Трей припускається помилки, внаслідок чого захисний щит корабля пошкоджується. Кенейда і фізик Капа виходять у відкритий космос, аби полагодити щит. Кенейда встигає виконати ремонт, але при розвороті щита згорає він і вигорає оранжерея, що виробляла кисень. Екіпаж змушений стикуватися з «Ікаром I» аби взяти звідти запас кисню.
Капа, психолог Сірл, інженер Мейс і зв'язківець Гарлі, що стає новим капітаном, сходять на борт «Ікара I». Пілот Кессі та ботанік Коразон лишаються на «Ікарі II». На «Ікарі I» за сім років буйно розрослася оранжерея, але двигуни виявляються безнадійно пошкодженими, а бомба навмисно кимось деактивованою. Із записів у бортовому журналі з'ясовується, що астронавти покінчили життя самогубством, давши сонячному промінню спалити себе в оглядовій кімнаті. Капітан «Ікара I» Пінбейкер при цьому лишив запис із закликом змиритися з долею загибелі всього людства.
Раптово руйнується стикувальний вузол «Ікара I». Сірл відкриває шлюз, аби решта могли повернутися. Капа і Мейс, обмотавшись ізоляцією, чіпляються за скафандр Гарлі та втрьох вилітають на «Ікар II». Проте Гарлі відлітає у відкритий космос і, опинившись у тіні, замерзає на смерть. Через пару хвилин його тіло знищує сонячне світло. Сірл вирушає в оглядову кімнату «Ікара I», де поряд з останками попереднього екіпажу згоряє.
Команда приходить до думки, що це Трей навмисно пошкодив стикувальний вузол, і приймає рішення вбити його, тим самим заощадивши кисень. Мейс вирушає здійснити вирок, але знаходить Трея вже мертвим — той перерізав собі вени. Капа в цей час виявляє, що на кораблі перебуває хтось сторонній. В оглядовій кімнаті «Ікара II» він знаходить живого, але обпеченого і збожеволілого капітана Пінбейкера. Той каже, що має намір стати останньою людиною, ранить Капу та блокує його в шлюзі.
Пінбейкер вбиває Коразон і береться переслідувати Кессі. Капа знаходить можливість зв'язатися з Мейсом і розповісти йому, що це Пінбейкер влаштував аварію в стикувальному вузлі. Мейс намагається полагодити зламаний божевільним комп'ютер, але замерзає в охолоджувальній рідині. Перед цим він встигає сказати Капі про те, що бомбу можна активувати вручну. Кессі вдається поранити Пінбейкера завдяки несподіваному ввімкненню світла. Одягнувши скафандр, Капа зламує двері шлюзу, що випускає майже все повітря з корабля в космос. Він пробирається на модуль із бомбою та спрямовує його на Сонце. Там він виявляє Кессі і вцілілого Пінбейкера, що стверджує, начебто Бог наказав йому забрати всіх у Рай. «Ікар II», лишившись некерованим, згоряє в променях зорі, а модуль з бомбою починає сильно трусити. Скориставшись нагодою, Капа нівечить Пінбейкера, встигає дістатися до бомби й активувати її.
За вісім хвилин на Землі сестра Капи переглядає його останнє повідомлення, гуляючи з дітьми засніженими околицями Сіднея. Сонце спалахує і лунає послання Капи про те, що якщо наступного ранку буде погожий день, то «Ікару II» вдалося виконати свою місію.

## У ролях
| Актор          | Роль           |
| -------------- | -------------- |
| Кілліан Мерфі  | Роберт Капа    |
| Кріс Еванс     | Джеймс Мейс    |
| Роуз Бірн      | Кессі          |
| Мішель Єо      | Коразон        |
| Кліфф Кертіс   | Серл           |
| Трой Геріті    | Харві          |
| Санада Хіроюкі | капітан Канеда |
| Бенедикт Вонг  | Трей           |
| Марк Стронг    | Пінбакер       |

## Виробництво
Для Денні Бойла цей науково-фантастичний проєкт виявився настільки виснажливим, що він поклявся ніколи не робити подібний знову.
Акторам довелося жити разом, щоб зобразити максимально реальну гру на екрані, що всі вони знають один одного.
Денні Бойл був так вражений прослуховуванням Мішель Єо, що запропонував їй вибрати будь-яку роль у сценарії — і він віддасть її їй. Бойл навіть був готовий змінити стать персонажа, якби Мішель вибрала чоловічий персонаж. Акторка остаточно вирішила зупинитися на ролі біолога Корасона.

## Сприйняття
На Rotten Tomatoes фільм схвалили 76% критиків, середня оцінка склала 6,80/10. Середньозважена оцінка на Metacritic 64 бали зі 100.

## Касові збори
З бюджетом в 40 млн дол. США стрічка зрештою зібрала майже $32 млн по всьому світу.
Під час показу в Україні, що розпочався 12 квітня 2007 року, протягом перших вихідних фільм зібрав $52 861 і посів друге місце в кінопрокаті того тижня. Загалом фільм в кінопрокаті України пробув один тиждень і зібрав $105 483, посівши 104 місце серед найкасовіших фільмів 2007 року.